# Piskorczyn
Piskorczyn – wieś w Polsce położona w województwie kujawsko-pomorskim, w powiecie rypińskim, w gminie Brzuze. W latach 1975−1998 miejscowość administracyjnie należała do województwa włocławskiego. W latach 1867–1975 miejscowość administracyjnie należała do powiatu rypińskiego. Jest to przedostatnia pod względem liczby ludności miejscowość w gminie.

## Położenie
Piskorczyn znajduje się około 12 km na południowy wschód od Rypina, w północnej części Pojezierza Dobrzyńskiego. Historycznie wieś była zaliczana do ziemi dobrzyńskiej. Występuje tu krajobraz drumlinowy, wysokości względne sięgają nawet 30 m. Wieś należy do parafii Żałe. Znajduje się w dorzeczu Ruźca, który jest lewym dopływem Drwęcy.

## Części wsi
| SIMC    | Nazwa  | Rodzaj    |
| ------- | ------ | --------- |
| 0859700 | Nowiny | część wsi |

## Opis ogólny
Do dziś widoczne są ślady podziału majątku Piskorczyn na dwa folwarki w XIX w. We wsi są dwa skupiska zabudowań: Nowiny i Piskorczyn, oprócz tego istnieje kilkanaście wolno rozrzuconych gospodarstw. Dawniej wyróżniano także niezamieszkałą dziś Arturowiznę, położoną w południowo-zachodniej części wsi. Przez wieś przechodzi zielony szlak turystyczny:
- Szlak pieszy TO-4521z (32 km) Brzuze – Piskorczyn – Ugoszcz – Julianowo – Okonin – Obory – Radzynek – Żałe – Studzianka – Przyrowa – Ostrowite – Gulbiny – Trąbin[10].

Na terenie wsi powszechna jest sieć energetyczna, wodociągowa i telefoniczna. Planowana jest budowa sieci kanalizacyjnej i gazowej.

### Piskorczyn
Skupia się wokół punktu, w którym krzyżują się drogi do Ugoszcza, Kleszczyna, Brzuzego, Radzynka i Żałego. Przy samym skrzyżowaniu znajduje się świetlica, murowana kapliczka, przystanek autobusowy (połączenie autobusowe z Rypinem) i opuszczony sklep. Dawniej była tam też mleczarnia.

### Nowiny
Jest to oddzielona część wsi, położona około kilometra na południe od centrum Piskorczyna. Zabudowania są rozrzucone wokół drogi Piskorczyn – Radzynek. Znajduje się tam przystanek autobusowy z murowaną wiatą, skąd kursują (2012) autobusy do Rypina. Nowiny bezpośrednio graniczą z Radzynkiem. W połowie drogi do Piskorczyna znajduje się ceglana kapliczka z figurą Matki Bożej w środku.

## Historia[13]

### Piskorczyn
Okolice wsi były już zasiedlone w okresie neolitu (3500–2500 r. p.n.e.). W XIII wieku na terenie Piskorczyna istniała osada kultury wczesnośredniowiecznej. Od 1248 roku terenami, na których leży wieś, zarządzał książę Kazimierz I kujawski. Pierwsze wzmianki o Piskorczynie (Piskorczyno) pochodzą z XVI w., wówczas znajdował się w posiadaniu rodziny Piskorskich. Według rejestru poborowego z 1564 roku Jarosław Piskorski posiadał w tej wsi 2 łany z chłopami pańszczyźnianymi Grzegorzem i Wincentym, natomiast Simon Albertus Jakobus posiadał 3 łany. Według rejestru pogłównego z 1673 roku, wieś posiadało pięciu różnych właścicieli (szczegóły w tabeli niżej). W 1775 roku we wsi istniało 13 dymów (gospodarstw).
W I połowie XVIII w. Piskorczyn jest wymieniany jako własność Jana Ostrowskiego herbu Nieczuja. W 1790 roku majątek po nim przejął syn Franciszek. Brał on udział w tumulcie szlacheckim na sejmiku lipnowskim. Zmarł w 1790 roku, ale do podziału majątku doszło dopiero w roku 1828, a do tego czasu Piskorczynem zarządzała wdowa Marianna z drugim mężem Franciszkiem Okońskim. Dwór prawdopodobnie znajdował się wówczas na folwarku w Nowinach.
Przy podziale majątku w 1828 roku wieś przejął syn Franciszka, Symeon. Swojemu bratu Kazimierzowi zapłacił 12 000 zł, a trzeci brat Józef otrzymał wydzielony z dawnego majątku nowy folwark Nowiny. Majątek w Piskorczynie był wówczas często zadłużony w Towarzystwie Kredytowym Ziemskim. We wsi, wówczas jednej z większych w okolicy, niegdyś istniała karczma. Z tekstu źródłowego z lat 30. XIX wieku można wyczytać: "karczmarz Michał Tuman szynkował trunki dworskie i za to miał ogród i pomieszkanie oraz robił w żniwa dni cztery".
W 1839 roku właściciel ziemski Szymon Ostrowski uprawiał ziemię przy pomocy 12 koni i 10 wołów. Posiadał też czterech gospodarzy czynszowych: Wawrzyńca Gościńskiego, Jakuba Lipskiego, Stanisława Wiśniewskiego i Wojciecha Żuchowskiego, którzy opłacali dworowi roczny czynsz w wysokości 54 złp i odbywali 22 dni pańszczyzny w roku. Dodatkowo musieli oddawać daninę w naturze. Podobna sytuacja panowała na folwarku Nowiny, który wówczas też należał do dóbr Piskorczyn, gdzie dwóch gospodarzy czynszowych: Wojciech Bronikowski i Jan Witkowski płaciło 10 złp czynszu rocznie oraz odbywało 7 dni pańszczyzny przy uprawie lnu.
Pierwsze uwłaszczenia chłopów w Piskorczynie miały miejsce w 1868 roku, kiedy to sporządzono tzw. tabelę likwidacyjną. Z liczącego wówczas 475 morgów folwarku Piskorczyn dla chłopów przeznaczono tylko 32 morgów, a w przypadku folwarku Nowiny ze 163 morgów na parcelację przeznaczono 6 morgów. Utworzono w ten sposób kilkanaście małych, półtoramorgowych gospodarstw.
Po śmierci Symeona Ostrowskiego folwark przeszedł w 1870 roku na własność jego syna, Jana. Do Nowin zgłosiło wówczas pretensje kilku właścicieli. Piskorczyn był znacznie zadłużony i jego właściciel nie radził sobie z jego utrzymaniem, toteż w 1878 roku przepisał majątek bratu Marcjanowi. On również nie podołał długom i w 1892 roku folwark przeszedł na własność ich kuzyna, Symeona Wacława Ostrowskiego. Wówczas na stałe oddzielono Nowiny – otrzymał je brat Symeona, Kazimierz. Symeon zmarł bezpotomnie w 1911 roku, a Piskorczyn odziedziczyli wówczas jego bracia i siostry. Po roku użytkowania majątek wyceniony na 37 000 rubli wykupiła Julia Rościszewska z domu Ostrowska, żona Tomasza Rościszewskiego. W 1914 roku majątek ponownie sprzedano.
| Właściciel                                                                                 | Lata posiadania ziem | Uwagi                                     |
| ------------------------------------------------------------------------------------------ | -------------------- | ----------------------------------------- |
| Paweł Piskorski                                                                            | 1535–1541            | pierwszy właściciel                       |
| Jarosław Piskorski, Simon, Albertus Jakobus                                                | 1564                 |                                           |
| Stanisław Swarocki, Marcin Kruszewski, Albert Tadaiewski, Alexander Rościszewski, Borowski | 1673                 | każdy z właścicieli posiadał fragment wsi |
| Jakub Swarocki                                                                             | 1681                 | posiadał tylko fragment wsi               |
| Jan Ostrowski                                                                              | 1734–?               |                                           |
| Ostrowscy                                                                                  | 1789                 |                                           |
| Franciszek Ostrowski                                                                       | ?–1807               |                                           |
| Marianna Ostrowska                                                                         | 1807–1828            |                                           |
| Symeon Ostrowski                                                                           | 1828–1870            | folwark liczył wówczas 638 morgów         |
| Jan Ostrowski                                                                              | 1870–1878            |                                           |
| Marcjan Ostrowski                                                                          | 1878–1892            |                                           |
| Symeon Wacław Ostrowski                                                                    | 1892–1911            |                                           |
| Spadkobiercy Symeona Wacława Ostrowskiego                                                  | 1911–1912            |                                           |
| Julia z Ostrowskich i Tomasz Rościszewscy                                                  | 1912–1914            |                                           |

### Nowiny
Folwark erygowano przy majątku Piskorczyn na początku XIX wieku. W latach 1828–1870 Nowiny były własnością Józefa Ostrowskiego, a później jego syna Wita. Zmarł on bezpotomnie w 1855 roku i folwark został włączony do Piskorczyna. Stan taki utrzymał się do 1870 roku. Wówczas zmarł jego właściciel, Symeon Ostrowski. Zgodnie z testamentem Nowiny przeszły na własność jego syna Jana. Do majątku zgłaszała pretensje reszta rodziny, w efekcie po trzyletnich sporach majątek wykupił Marcjan Ostrowski. W 1878 roku odziedziczył także Piskorczyn, co znów złączyło oba folwarki. W 1892 roku Marcjan zmarł, a majątek odziedziczył po nim Kazimierz Ostrowski, brat ówczesnego właściciela Piskorczyna, Symeona Wacława Ostrowskiego. W 1906 roku sprzedał Nowiny Józefowi Kowalskiemu, a ten cztery lata później sprzedał majątek Karolowi Kamieniowi. Jeszcze przed I wojną światową znacznie zadłużony folwark przeszedł na własność Franciszka Krajewskiego. Stan taki utrzymał się aż do wybuchu II wojny światowej. W okresie II wojny światowej Nowiny nosiły nazwę Junghöfen.
| Właściciel                        | Lata posiadania ziem | Uwagi                                                         |
| --------------------------------- | -------------------- | ------------------------------------------------------------- |
| Franciszek Ostrowski              | ?–1807               |                                                               |
| Marianna Ostrowska                | 1807–1828            |                                                               |
| Józef Ostrowski                   | 1828–?               |                                                               |
| Wit Ostrowski                     | ?–1855               |                                                               |
| Symeon Ostrowski                  | 1855–1870            | folwark był wówczas złączony z Piskorczynem, liczył 163 morgi |
| Spadkobiercy Symeona Ostrowskiego | 1870–1873            |                                                               |
| Marcjan Ostrowski                 | 1873–1892            |                                                               |
| Kazimierz Ostrowski               | 1892–1906            |                                                               |
| Józef Kowalski                    | 1906–1910            |                                                               |
| Karol Kamień                      | 1910–1913            |                                                               |
| Franciszek Krajewski              | 1913–1939            |                                                               |

### Archiwalne mapy Piskorczyna i Nowin

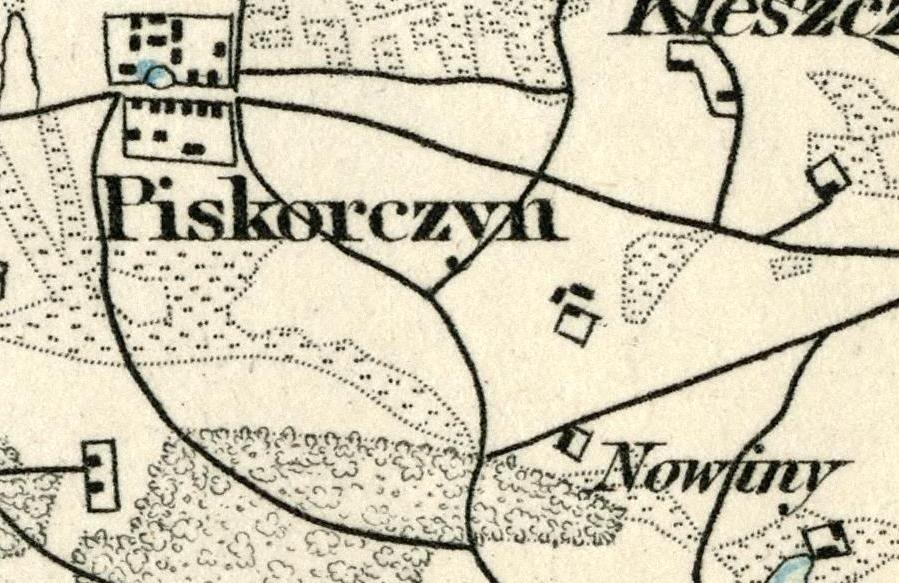
Mapa z roku 1893
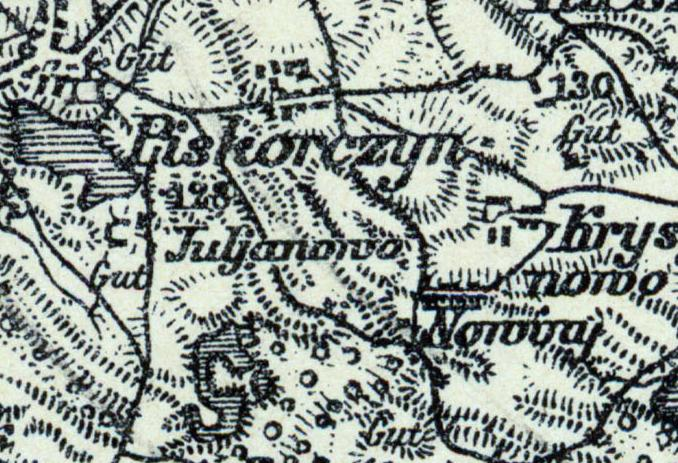
Mapa z roku 1914
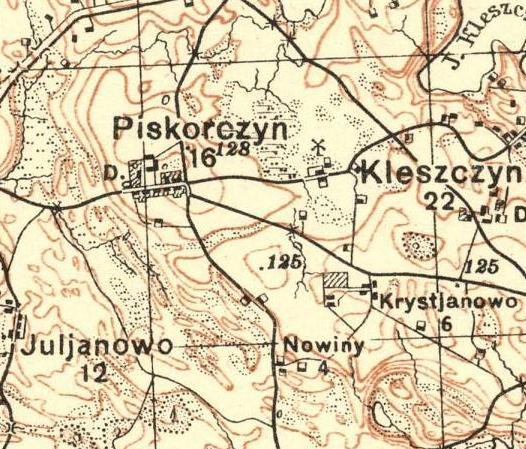
Mapa z roku 1930
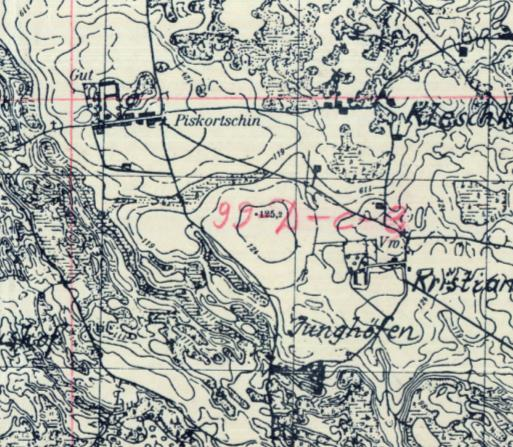
Mapa z roku 1940

## Demografia[13]
| Zmiana liczby mieszkańców Piskorczyna od XIX w. |
| ----------------------------------------------- |

## Transport
Przez wieś przechodzi droga gminna o nawierzchni asfaltowej Brzuze-Huta Chojno. Stanowi ona najbliższe połączenie (około 1 km) z drogą wojewódzką 556 w Brzuzem. Oprócz tego, we wsi zaczynają bieg drogi do Kleszczyna, Ugoszcza i Żałego.